# ان‌جی‌سی ۶۳۲۸
ان‌جی‌سی ۶۳۲۸ (انگلیسی: NGC 6328) نام یک کهکشان است.